# Васильки (Полтавская область)
Васильки (укр. Васильки) — село, Лохвицкая городская община, Миргородский район, Полтавская область, Украина.
Код КОАТУУ — 5322681501. Население по переписи 2001 года составляло 383 человека.

## Географическое положение
Село Васильки находится на правом берегу реки Сула, выше по течению на расстоянии в 4 км расположено село Гаевщина, ниже по течению на расстоянии в 2 км расположено село Христановка, на противоположном берегу — село Хрули. Река в этом месте извилистая, образует лиманы, старицы и заболоченные озёра.

## История
- 1648 — дата основания.

## Экономика
- Молочно-товарная ферма.

## Объекты социальной сферы
- Школа І—ІІ ст.

## Известные люди
- Прокопенко Иван Фёдорович (1936) — украинский экономист, педагог, ректор Харьковского национального педагогического университета им. Г. Сковороды, родился в селе Васильки.